# William Tifft
William G. Tifft est professeur émérite en astronomie à l'Université de l'Arizona. Ses sujets principaux d'intérêts couvrent les galaxies, les superamas de galaxies et ce qu'il appelle les problèmes de décalage vers le rouge (cf infra, la section "Quantification du décalage vers le rouge"). Il a eu une influence importante sur le développement des premiers relevés de décalages vers le rouge et fut parmi les premiers à proposer l'astronomie spatiale humaine, et par exemple qu'elle fut conduite depuis une base lunaire. Désormais retraité, il est l'un des principaux scientifiques de l'Association scientifique pour l'étude du temps en physique et en cosmologie (SASTPC) .
Il est diplômé (Bachelor of Art) en astronomie de l'université Harvard en 1954, et a obtenu son doctorat en astronomie à l'Institut de technologie de Californie (Caltech) en 1958, où il écrivit un mémoire sur la photométrie photoélectrique, disponible en ligne.

## Quantification du décalage vers le rouge
Sur la base d'observations de galaxies proches, Tifft a avancé l'idée que les valeurs des décalages vers le rouge des galaxies se concentrent plutôt selon des multiples de certaines valeurs discrètes. Ces découvertes sur la quantification des valeurs de décalages vers le rouge furent initialement publiées en 1976 et 1977 dans l’Astrophysical Journal,,. Lorsqu'elles furent proposées, ces idées suscitèrent une controverse ; les éditeurs de l'Astrophysical Journal ajoutèrent à l'un des articles une note indiquant qu'ils n'avaient trouvé aucune erreur dans son contenu, mais qu'ils ne pouvaient pas pour autant en adopter l'analyse. À la suite, Tifft et Cocke avancèrent une théorie qui tentait d'expliquer la quantification. Les résultats de Tifft ont été largement répliqués par Croasdale et ultérieurement par Napier et Guthrie. Croasdale se livra à une analyse complète des statistiques et de leurs significations et confirma le cadre spécial dans laquelle une quantification se retrouve à l'identique sur l'ensemble du ciel. Depuis ces publications initiales, les résultats de Tifft ont été réutilisés par d'autres, tels qu'Halton Arp, dans la formulation d'explications alternatives à la théorie du Big Bang, qui affirme que les galaxies présentent un décalage vers le rouge parce que l'Univers est en expansion,. Cependant, Tifft lui-même, lors d'une interview au magazine scientifique populaire Discover, en 1993, affirma qu'il ne considérait pas nécessairement que l'Univers ne fût pas en expansion.
Aujourd'hui, la quantification de Tifft du décalage vers le rouge, de même que d'autres théories de décalage intrinsèque vers le rouge sont rarement citées. La méthode la plus largement utilisée pour la détermination de la périodicité, la fonction de corrélation, ne détecte pas ces quantas. Selon Arp, la raison pour laquelle la méthode du redshift à périodicité simple de Tifft détecte ces quantas alors que la fonction de corrélation n'y parvient pas s'explique par le fait que les quantas de décalage vers le rouge sont dus à des sauts temporels de redshifts qui ne peuvent donc logiquement pas être mélangés aux deux autres dimensions de l'espace comme le fait la corrélation de fonction. Une grande majorité des preuves observationnelles passées en revue dans un ouvrage de cosmologie de 1993 de Peeble suggère que les décalages vers le rouge sont effectivement reliés à l'expansion de l'Univers et ne sont pas intrinsèques aux galaxies elles-mêmes. La quantification du décalage vers le rouge lors des recherches de Tifft et d'autres astronomes a également fait l'objet de critiques à cause de leurs résultats inconsistants. Une étude sur ce sujet montre que l'affirmation de la périodicité du décalage vers le rouge s'étage de 5,76  à   72,5 km/s. Certaines des périodicités les plus faibles que Tifft a affirmé avoir trouvées sont difficiles à mesurer avec précision. De plus, la description de la quantification et des techniques pour la mesurer varient selon l'objet extragalactique observé (c'est-à-dire galaxies naines, galaxies spirales, superamas).